# Languedoc (1766)
Pour les articles homonymes, voir Languedoc (homonymie).
Pour les articles ayant des titres homophones, voir Langue d'oc.
Le Languedoc est un navire de guerre français en service de 1766 à 1799. Il est lancé dans la période de sursaut patriotique qui suit les défaites de la guerre de Sept Ans. C'est un vaisseau de ligne de deuxième rang, portant 80 canons sur deux ponts. Il sert de vaisseau amiral au comte d'Estaing lors de sa campagne en Amérique en 1778-1779, puis participe à la bataille des Saintes en 1782. Rebaptisé l'Antifédéraliste en 1794 par le gouvernement révolutionnaire, puis la Victoire en 1795, il participe à diverses opérations en Méditerranée. Il est démoli en 1799.

## Contexte, financement et construction
La guerre de Sept Ans (1755-1763) est catastrophique pour la Marine royale française. Elle ne parvient pas à préserver l’Empire colonial des attaques de la Royal Navy et essuie des lourdes défaites aux batailles de Lagos et des Cardinaux en 1759. Le conflit lui coûte plus de trente vaisseaux de ligne et l’argent manque pour combler les pertes avec des constructions neuves.
Cependant, le duc de Choiseul, Secrétaire d’État à la Marine à partir de 1761, s'appuie sur le sursaut patriotique des Français et leur volonté de revanche pour faire appel à leurs dons afin de construire des navires neufs. Les grandes villes, les provinces et les corps constitués se mobilisent et offrent dix-sept vaisseaux et une frégate à la Marine du roi. Les lancements vont s’étirer sur cinq ans. Ce « don des vaisseaux » représente une année de budget de la Marine et comble une partie des pertes du conflit.
Le premier de ces vaisseaux est le Languedoc, offert par les États de Languedoc sur proposition de son président, l'archevêque de Narbonne (le comte de la Roche-Aymon, ami du duc de Choiseul) : « d'offrir à Sa Majesté un vaisseau de ligne de 74 pièces de canon et de donner par cette démarche au reste de la France (…) le signal de ce que peuvent et doivent faire les sujets véritablement dignes du meilleur des maîtres (…). Il n'est point de bon Français qui ne se sente animé du désir de tout sacrifier pour concourir aux efforts du roi et du ministre sage et éclairé pour restaurer la marine française. » 
Les députés des États acceptent la proposition pour se faire bien voir du roi Louis XV. Ils décident donc de lever un emprunt et portent la force du vaisseau de 74 canons à 80 canons. Le Secrétariat d'État à la Marine choisit de reprendre les plans de Joseph Coulomb pour le Saint-Esprit (lancé en 1765 à Brest, vaisseau offert par l'Ordre du Saint-Esprit). Il s'agit de puissantes unités, destinées à remplacer deux des quatre vaisseaux de 80 canons perdus lors du conflit (les deux autres navires étant relevés par des trois-ponts de 90 et 110 canons).

## Caractéristiques générales

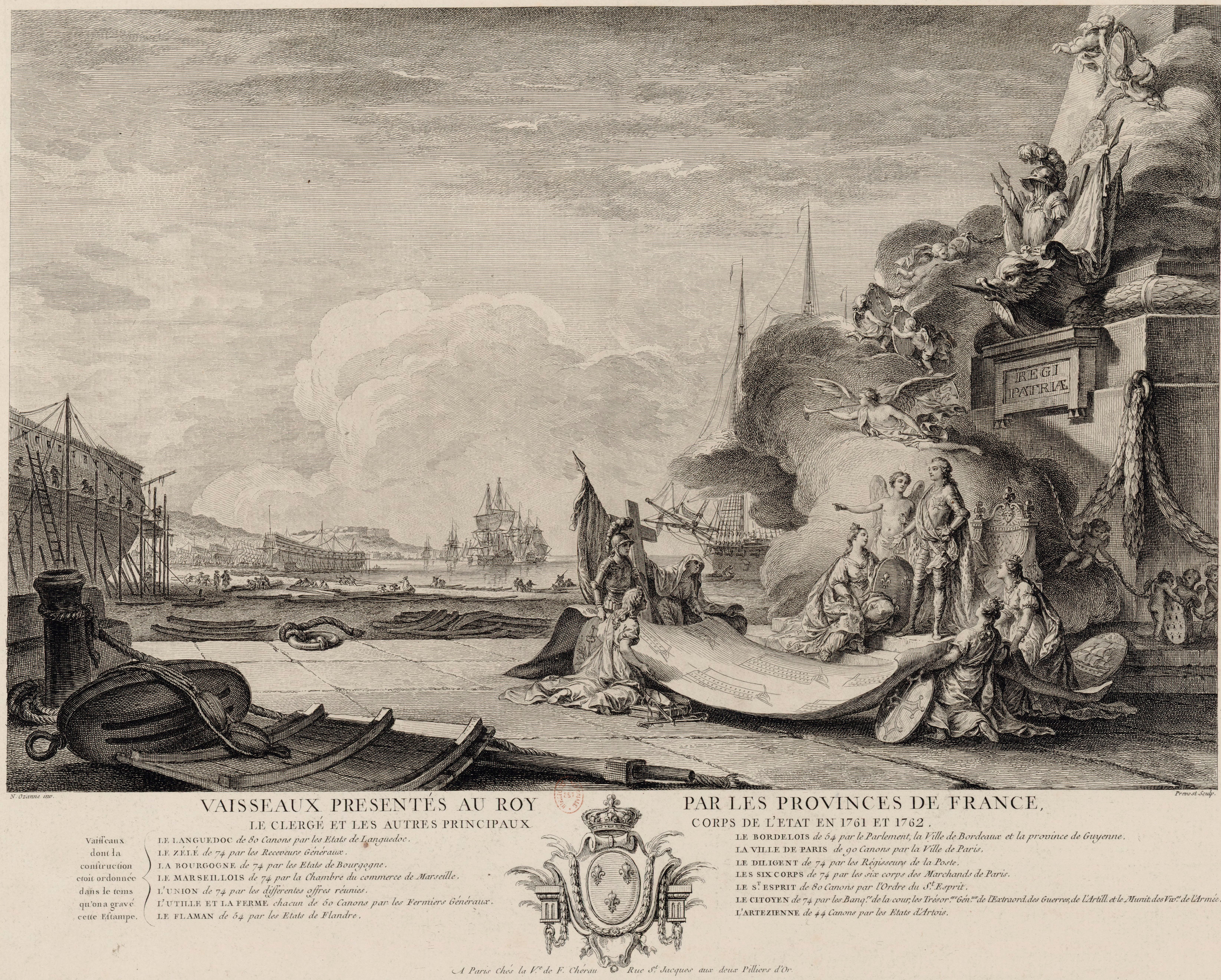
Gravure allégorique de 1762 présentant à Louis XV le don des vaisseaux. Le Languedoc en fait partie.

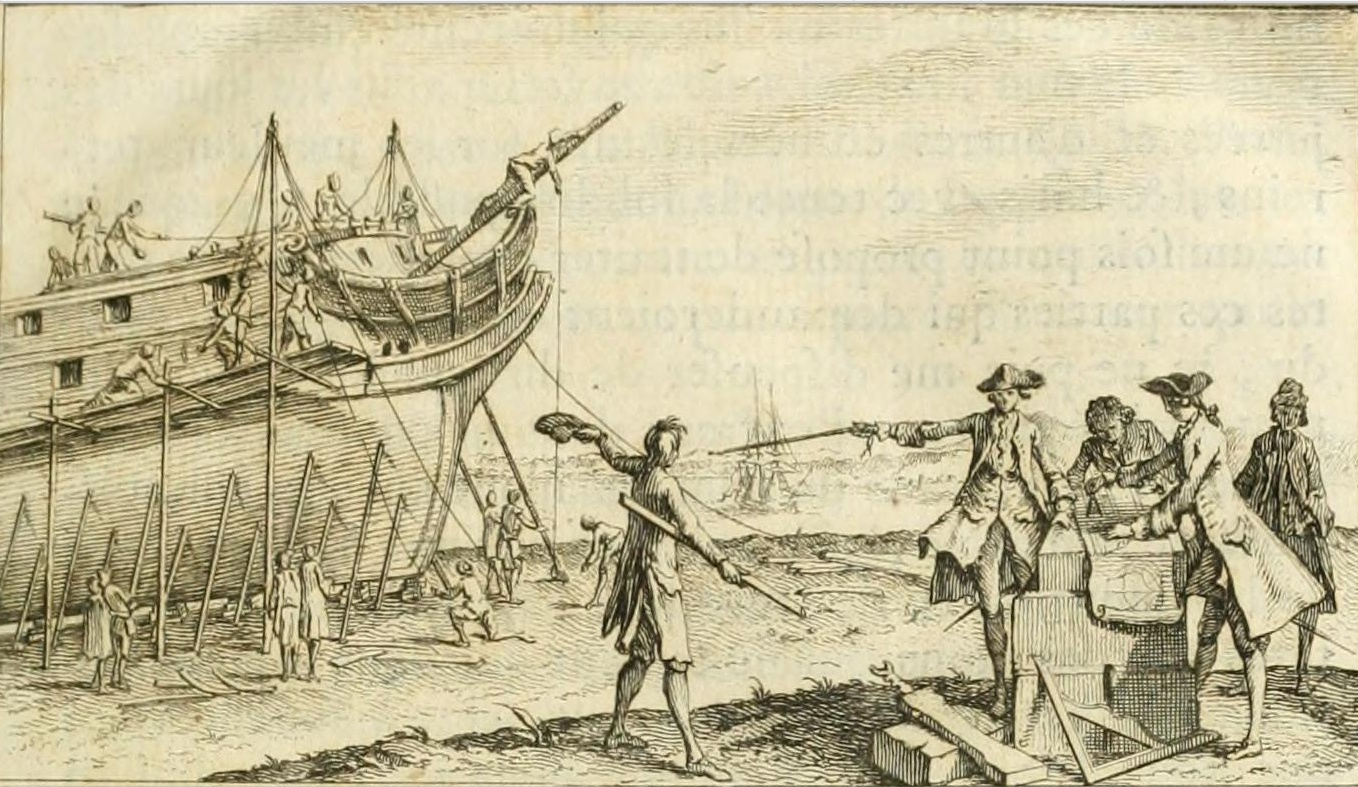
Construit sur les plans de Joseph Coulomb, le Languedoc est le plus grand de la série des deux-ponts à 80 canons construits entre les années 1740 et la Révolution.

Construit sur le modèle de ce qui a été mis au point dans les années 1740 pour obtenir un bon rapport coût/manœuvrabilité/armement afin de pouvoir tenir tête à la marine anglaise qui dispose de beaucoup plus de navires, c’est le huitième exemplaire de ce type. Bénéficiant de l’expérience acquise, il est beaucoup plus grand que ses prédécesseurs. Sa coque a 19 pieds de long de plus (à peu près 6 m) que le premier exemplaire de la série (le Tonnant, lancé en 1743).
Ses plans s’inspirent des ceux du Soleil-Royal, le vaisseau-amiral de Brest détruit en 1759, mais il le dépasse de presque 5 pieds, ce qui en fait le plus grand deux-ponts à 80 canons français sur les douze construits entre 1743 et la Révolution. Cette grande taille va permettre plusieurs réaménagements de l’armement au fil de la carrière du vaisseau.
La coque du Languedoc est en chêne, bois lourd et très résistant. Près de 3 000 chênes vieux de 80 à 100 ans ont été nécessaires à sa construction. Le gréement, (mâts et vergues) est en pin, bois plus léger et souple. De 30 à 35 pins ont été assemblés pour former la mâture. Les affûts des canons et des pompes sont en orme, les sculptures de la proue et de la poupe sont en tilleul et en peuplier, les poulies sont en gaïac. Les menuiseries intérieures sont en noyer. Les cordages (plus de 80 tonnes) et les voiles (à peu près 3 000 m2) sont en chanvre.
Prévu pour pouvoir opérer pendant des semaines très loin de ses bases européennes s’il le faut, ses capacités de transport sont considérables. Il emporte pour trois mois de consommation d’eau, complétée par six mois de vin et d’eau douce . S’y ajoute pour cinq à six mois de vivres, soit plusieurs dizaines de tonnes de biscuits, farine, légumes secs et frais, viande et poisson salé, fromage, huile, vinaigre, sel, sans compter du bétail sur pied qui sera abattu au fur et à mesure de la campagne.

## L'évolution de l'armement
Les canons sont en fer. Bénéficiant de l'expérience acquise sur les unités précédentes, il est prévu qu'il puisse embarquer sur sa deuxième batterie des pièces de 24 livres au lieu du traditionnel 18 livres, calibre testé sur le Soleil-Royal et définitif à partir du Saint-Esprit lancé en 1765. Cet armement se répartit de la façon suivante : 
- le premier pont, percé à 15 sabords porte trente canons de 36 livres ;
- le second, percé à 16 sabords porte trente-deux pièces de 24 livres ;
- les gaillards avant et arrière se répartissent dix-huit pièces de 8 livres.

Ainsi armé, il doit pouvoir délivrer une bordée de 1 068 livres (à peu près de 523 kg de boulets de fonte) et le double si le vaisseau fait feu simultanément sur les deux bords
Cependant, lors de son premier armement en 1773 (au moment de la crise des îles Malouines), sa bordée est remaniée. Il porte :
- trente canons de 36 livres dans sa première batterie ;
- trente-deux canons de 24 livres dans sa seconde batterie ;
- six canons de 12 livres sur le gaillard d'avant ;
- douze canons de 12 livres sur le gaillard d'arrière.

Cette modification de l'armement des gaillards porte le poids de la bordée à 1 140 livres (à peu près 557,5 kg) et le double s'il fait feu simultanément sur les deux bords.
En 1778, peu avant l'entrée de la France dans la guerre d'Indépendance américaine, son armement est fortement remanié et passe à 90 canons. Il porte :
- trente canons de 36 livres dans sa première batterie ;
- trente-quatre canons de 24 livres dans sa seconde batterie ;
- vingt-six pièces de 8 livres sur les gaillards.

Cette augmentation du nombre des canons sur la deuxième batterie et sur les gaillards porte le poids de la bordée à 1 180 livres (à peu près 577,02 kg) et le double si le Languedoc fait feu simultanément sur les deux bords.
En moyenne, chaque canon dispose de 50 à 60 boulets. Il y a aussi plusieurs tonnes de mitraille et de boulets ramés. Le vaisseau embarque plus de 20 tonnes de poudre noire, stockée sous forme de gargousses ou en vrac dans les cales.

## Participation à la Guerre d'Amérique

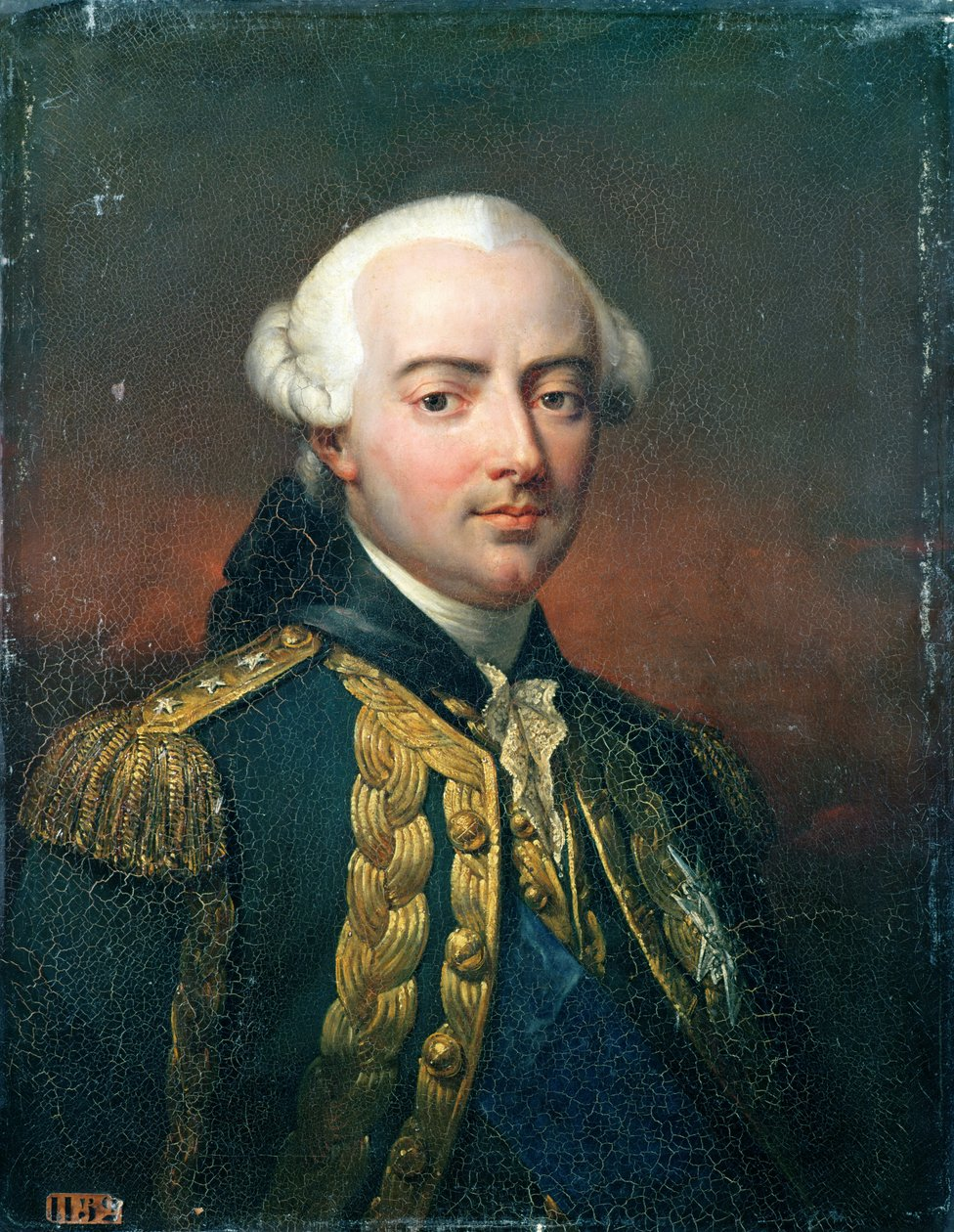
D'Estaing, sur le Languedoc, commande les forces navales françaises envoyées en Amérique de 1778 à 1779.

Comme la plupart des gros vaisseaux français de l’époque, il passe le plus clair de son temps à quai faute d’argent pour être armé en temps de paix. Comme il n’est pas signalé dans les escadres d’évolution de 1772, 1774 et 1776, il n’a donc jamais navigué lorsque la guerre avec l’Angleterre reprend en 1778. Ses qualités nautiques ne sont donc pas réellement connues, alors que sur le papier, c’est le plus puissant bâtiment de l’escadre de Toulon.

### Vaisseau-amiral en Amérique (1778-1779)

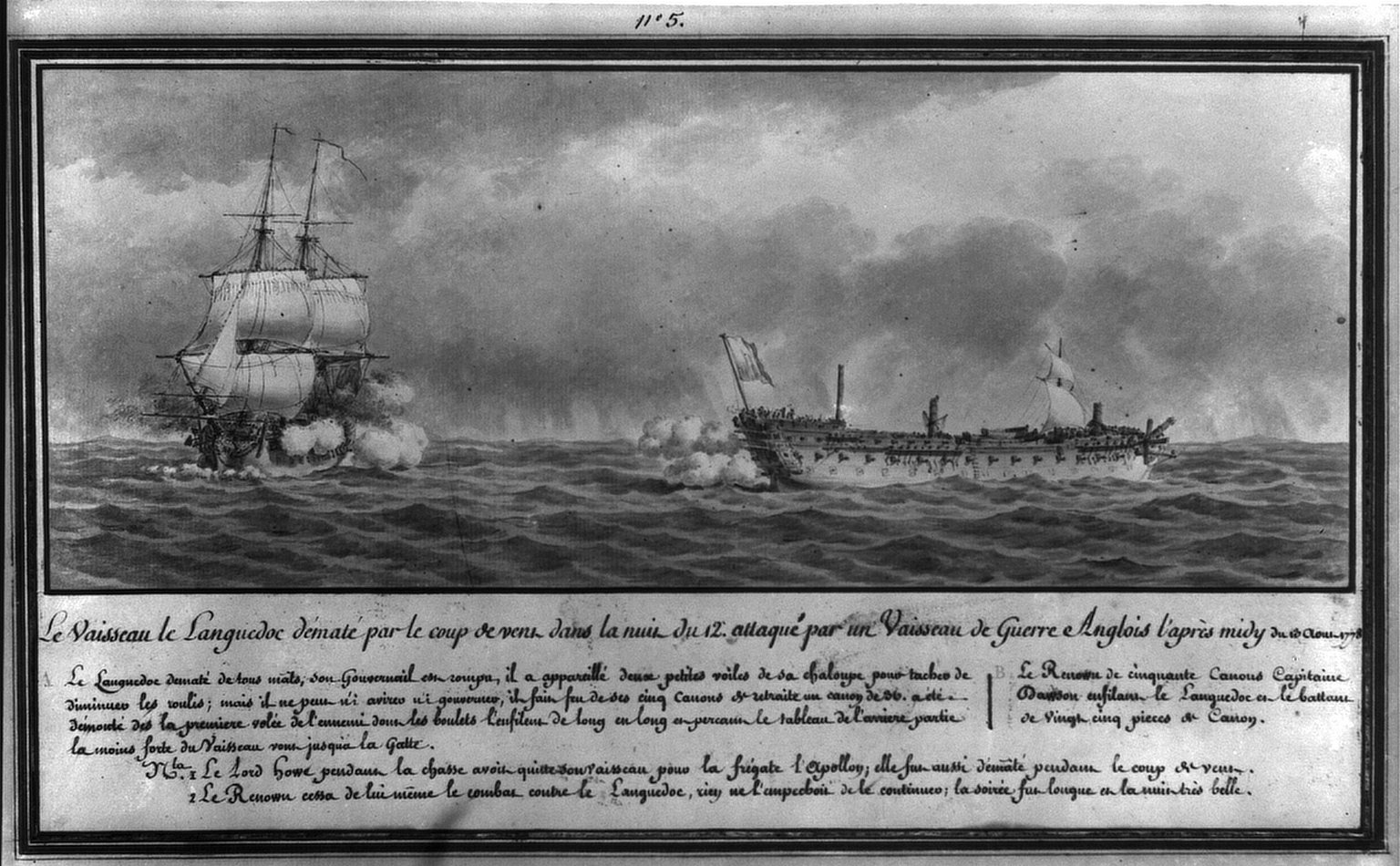
Le Languedoc, démâté, est attaqué par le HMS Renown, le 13 août 1778.

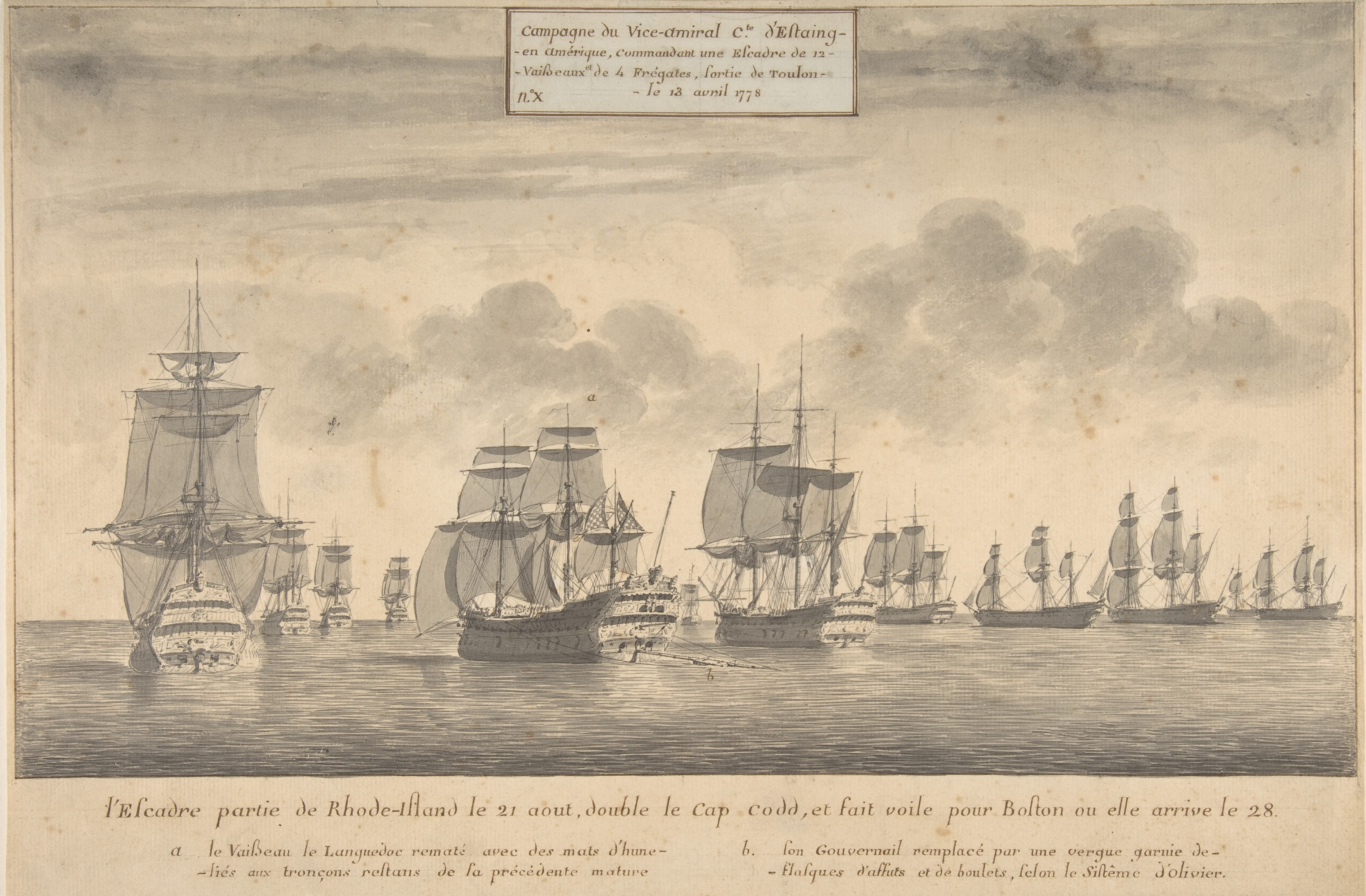
L'escadre française reformée après la tempête. Au centre, le Languedoc avec un gréement et un gouvernail de fortune.

La Guerre d'Amérique (1778-1783) est préparée comme une revanche française contre la défaite contre la Royal Navy britannique lors de la guerre de Sept Ans (1756-1763). Une escadre de douze vaisseaux et cinq frégates est armée à Toulon sous les ordres du comte d'Estaing avant l'entrée en guerre du royaume de France contre le Royaume-Uni. D’Estaing a pour principale mission d'attaquer les Britanniques « là où il pourrait leur nuire davantage et où il le jugerait le plus utile aux intérêts de Sa Majesté et à la gloire de ses armes ».
Le vice-amiral des mers d'Asie et d'Amérique (grade créé exprès pour lui) comte d'Estaing s’installe à bord du Languedoc du capitaine de Boulainvilliers (en) avec comme major d'escadre le chevalier de Borda. Une des missions de l'escadre étant de porter plusieurs bataillons d'infanterie (régiments d'Haynault et de Foix) en Amérique, un grand nombre de soldats s’installent entre autres sur le Languedoc, portant le nombre d'hommes à bord de 670 à 944 (dont 99 soldats du régiment d'Haynault-Infanterie, 192 hommes du Corps Royal de la marine et 4 clarinettistes). On remarque aussi la préparation d'une chambre munie d'un lit de damas cramoisie galonnée d'or, chambre dont seul le comte d'Estaing possède la clef. Deux personnes masquées embarquent la veille du départ de Toulon, avec les représentants du Congrès des États-Unis (dont Siléas Deane), après avoir pris la male d'Aix à la Seyne. Leurs identités restent encore un mystère, la presse de l'époque évoquant autant Charles-Edouard Stuart que des émissaires du roi d'Espagne .
L’escadre quitte Toulon le 13 avril 1778 mais ne passe le détroit de Gibraltar que le 16 mai à la suite de violents vents contraires et arrive devant New York le 5 juillet. Entre-temps le roi Louis a déclaré la guerre au roi George III. La plupart des vaisseaux ayant un tirant d'eau trop élevé pour franchir les passes et les pilotes américains n'étant pas sûrs, d’Estaing se refuse à attaquer la ville. Du 29 juillet au 10 août 1778, l’escadre fait le blocus de Newport. L’escadre britannique d'Amérique du Nord, commandée par l'amiral Howe, jusque-là réfugiée à Sandy Hook (sud de la rade de New York), se présente le 10 août ; mais une tempête se lève le 11 août, dispersant les flottes adverses : le Languedoc perd ses mâts et son gouvernail, se retrouve isolé et à la dérive. L’après-midi du 13, le HMS Renown (un vaisseau britannique de 50 canons) le retrouve et se place sur sa poupe, tirant des bordées meurtrières qui prennent les ponts en enfilade. Le Languedoc et l'amiral ne sont sauvés le 14 au matin que par l'arrivée du Fantasque (de 64 canons) commandé par Suffren.
Après le regroupement de la flotte et quelques réparations près de la Delaware le 14 août, puis le retour devant Newport du 20 au 22, l'escadre rejoint Boston pour ravitailler. Le Languedoc mouille à proximité de Quincy Bay (en) pour réparer (accompagné du Marseillais et du Protecteur), tandis que l'amiral, sur le César, s’abrite près de Nantucket. Le 4 novembre 1778, profitant d'une tempête qui disperse de nouveaux les Britanniques, l'escadre passe aux Antilles, relâchant à la Martinique le 9. Le 15 décembre, l'escadre se présente devant l'île Sainte-Lucie qui vient d'être attaquée et prise par les forces de Samuel Barrington. Mais d’Estaing se contente d'une canonnade inefficace, ne réussit pas à reprendre l’île et laisse finalement s'échapper sept vaisseaux britanniques alors qu’il en dispose de douze, et rentre le 24 décembre à Fort-Royal.
Les opérations reprennent pour le Languedoc et l’escadre (désormais forte de 25 vaisseaux) le 17 juin 1779 avec la prise de l'île de Saint-Vincent, puis le 4 juillet celle de Grenade. Le 6 juillet, la flotte britannique de l'amiral Byron (21 vaisseaux) se présente et engage le combat. Le Languedoc, qui porte toujours la flamme de d'Estaing, participe activement à la bataille navale de la Grenade. L'escadre anglaise est repoussée et prend la fuite avec quatre vaisseaux démâtés pour se réfugier à Saint-Christophe.
Désormais dominant les Antilles, l’escadre relâche à Saint-Domingue, puis fait, en vain, le siège de Savannah du 9 septembre au 9 octobre 1779. L'assaut est un échec total qui manque de peu de coûter la vie à d'Estaing. Après cette bataille, l'escadre prend la route du retour vers la France, immédiatement dispersée par une tempête. Certains vaisseaux passent Gibraltar et arrivent à Toulon. Le Languedoc, qui souffre d'une grosse voie d'eau, rejoint Brest le 7 décembre.

### LeLanguedocdans l'escadre du comte de Grasse (1781-1782)
L'année 1780 est occupée à remettre en état le vaisseau, qui a souffert des tempêtes et combats de ces deux années en Amérique (les bois travaillent beaucoup, il faut donc changer certaines pièces). De janvier à mars 1781, une nouvelle escadre pour les Amériques (forte de 20 vaisseaux) est préparée à Brest. Le Languedoc perd son statut de navire-amiral et se retrouve confié au commandement du capitaine de vaisseau d'Argelos, sous les ordres du lieutenant général de Grasse qui a mis sa marque sur la Ville-de-Paris (vaisseau de 104 canons).
L’armée navale appareille le 22 mars, escortant un convoi de 150 voiles chargées de marchandises, d’approvisionnements et de renforts pour les îles françaises. Le Languedoc, vaisseau de tête, éperonne un navire marchand à la sortie du goulet de Brest. Rapidement réparé, il reprend sa place et peut reprendre sa route. Le 28 avril, après une traversée très rapide grâce à des vents favorables, l’escadre arrive en vue de la Martinique. Elle y découvre l’île soumise au blocus des dix-huit vaisseaux de Samuel Hood. De Grasse le contraint à s’enfuir après plusieurs heures de canonnade et le poursuit sur trente lieues à l’ouest de Sainte-Lucie.
Le blocus levé, le convoi entre dans Fort Royal (6 mai), puis l’escadre passe à l’offensive, de concert avec le gouverneur des îles, le marquis de Bouillé. Le coup de main sur Sainte-Lucie est un échec, mais l’île de Tobago est attaquée avec succès du 24 mai au 2 juin. Rodney, qui arrive avec 20 vaisseaux, n’ose pas engager le combat et se retire. L’escadre passe ensuite à Saint-Domingue en escortant des bâtiments de commerce. C’est la qu’elle reçoit, en juillet, la demande d’intervention sur les côtes américaines à laquelle De Grasse décide de répondre favorablement. Le 4 août, De Grasse appareille avec 24 vaisseaux, puis passe par le vieux canal de Bahama pour tromper la surveillance anglaise et arrive dans la baie de la Chesapeake le 30 août où s’est retranchée une armée anglaise.
Le 5 septembre 1781, la flotte britannique des amiraux Graves & Hood (19 vaisseaux) se présente et accepte le combat. Le Languedoc sous les ordres du capitaine Duplessis-Parscau, avec le chef d'escadre François Louis de Monteil à son bord, commande l’arrière-garde, qui ne fut pas engagée. La bataille semble indécise, mais le lendemain, les Britanniques se dérobent, puis repartent pour Sandy Hook. Cette fuite provoque la capitulation de Cornwallis le 19 octobre 1781. Le 25 octobre, Graves est de retour avec son escadre devant la Chesapeake, mais refuse le combat et repart vers New York le 30.
Le 4 novembre, de Grasse appareille pour les Antilles, mouillant à la Martinique le 25. L'escadre (25 vaisseaux) prend la mer du 20 au 26 décembre 1781, puis la reprend le 28, perdant des mâts à cause du mauvais temps. Le 5 janvier 1782, elle repart pour attaquer Saint-Christophe, qui est atteinte le 11. Le 23 la flotte britannique de Hood (22 vaisseaux) se présente, accepte le combat le 25, mais s'embosse en rade de l’île, repoussant les attaques françaises pendant deux jours, pour s’enfuir finalement le 13 février après la capitulation de la garnison de l'île.
Dans le but d’aller prendre la Jamaïque, l'escadre française quitte la Martinique le 8 avril 1782, aussitôt suivie par la flotte britannique de l'amiral Rodney (37 vaisseaux). Le combat est engagé le 12 avril 1782, avec 29 vaisseaux côté français. Le Languedoc se trouve devant la Ville-de-Paris dans la ligne de bataille, qui est totalement en désordre, permettant aux Britanniques de la couper. À midi, six vaisseaux français, dont la Ville de Paris et le Languedoc, sont aux prises avec onze vaisseaux anglais ; à 15 heures ils sont encerclés, abandonnés par le reste de la flotte ; le Languedoc s'échappe, mais de Grasse est fait prisonnier avec la Ville-de-Paris, le César, le Glorieux, l’Hector et l’Ardent.
Le Languedoc est de retour à Brest le 28 juin 1783, son capitaine, le chef d'escadre Jean-François d'Arros d'Argelos est reconnu innocent par le conseil de guerre jugeant des responsabilités de la défaite des Saintes.

## Guerres de la Révolution
Le Languedoc subit une refonte en suivant les plans de l'ingénieur Jacques-Noël Sané à Brest. Une des unités de la 2e escadre, il est réarmé seulement en 1792.
Il reprend la mer le 5 septembre 1792 sous le commandement de Latouche-Tréville, quittant Brest pour Toulon. Le 16 décembre, il est en baie de Naples, menaçant le palais du roi. Mais une tempête démâte le vaisseau et lui arrache son gouvernail près de Capri. Il participe malgré tout au débarquement en Sardaigne à la Maddalena et à Cagliari le 7 février 1793, puis rentre à Toulon pour d'importantes réparations.
Le Languedoc est en réparation quand la ville de Toulon se donne aux Britanniques en août 1793 ; en mauvais état, il est négligé pendant le siège, il n'est même pas brûlé par les Anglais lors de leur évacuation en décembre 1793.
Le vaisseau est rebaptisé l’Antifédéraliste (début 1794), puis la Victoire en 1795 en conséquence du 9 Thermidor an II. Sous ce dernier nom, il reprend la mer avec Savary comme capitaine, participant à la bataille du cap Noli (près de Gênes) les 13 et 14 mars 1795 contre l'escadre britannique de l'amiral Hotham, puis à la bataille des îles d'Hyères le 13 juillet 1795.
Après l'évacuation de la Corse par les Britanniques pendant l'automne 1796, la Victoire rejoint Cadix puis fait campagne en décembre 1796 jusqu'à Terre-Neuve avant de rentrer à Brest. Sa carrière se termine là, il est y désarmé et démoli comme l'indique son dernier registre de bord. Le fait qu'il serait devenu un ponton dans la lagune de Venise à partir de 1798, avant d'être sabordé en 1799 vient d'une confusion avec le vaisseau vénitien la Vittoria de 70 canons, capturé lors de la prise de la ville en 1797 par Bonaparte, qui apparaît dans les registres d'archives du SHD Toulon dans le nom francisé de la Victoire.